# Islote de La Galera

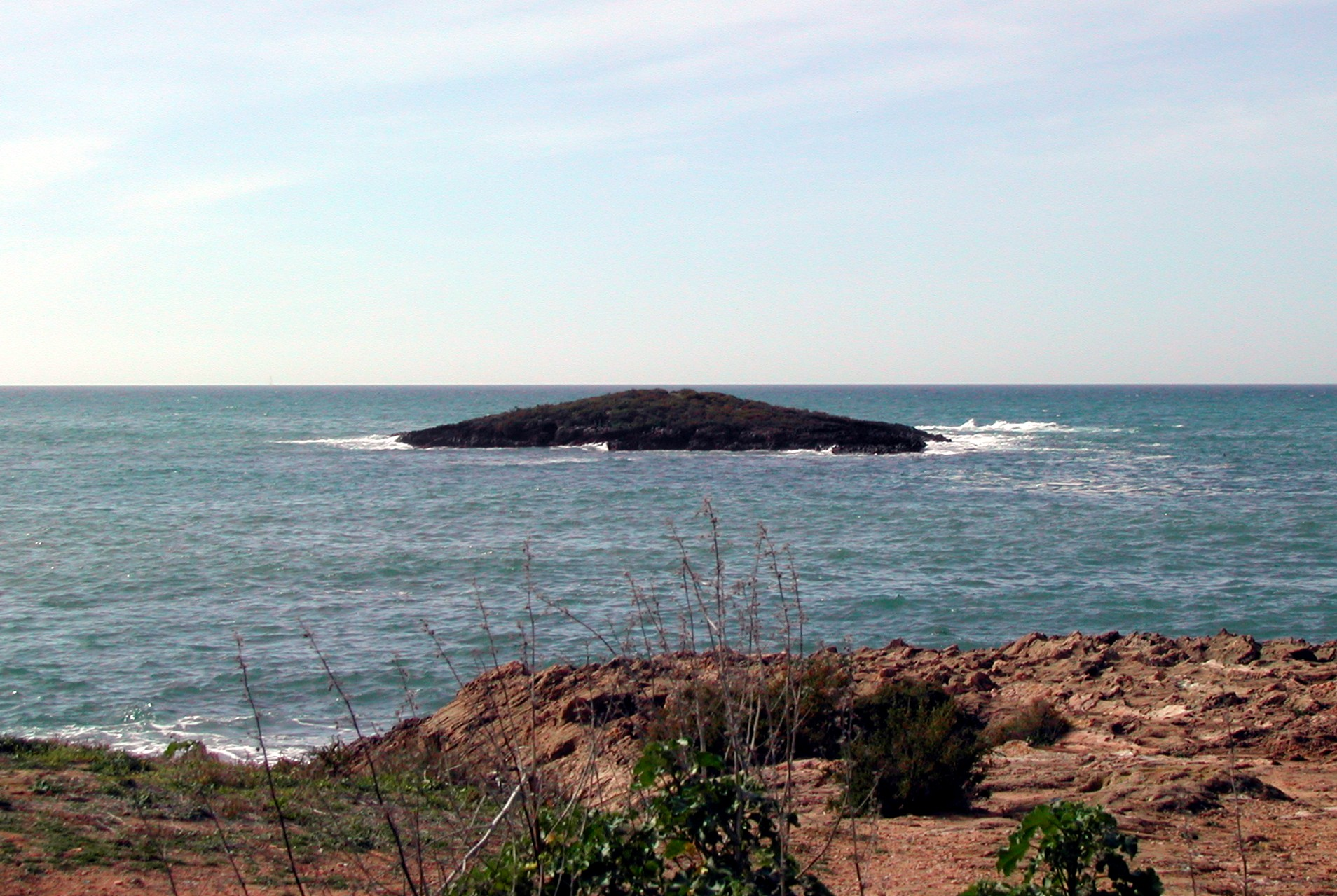
Islote de La Galera antes de las excavaciones arqueológicas (febrero de 2007).

Islote de La Galera (en catalán Illot de Sa Galera, también conocido como Na Galera), es un islote de la bahía de Palma, a unos 150 o 175 metros de la costa de Can Pastilla en las Islas Baleares. Destaca por un yacimiento arqueológico de la época púnica de entre el siglo IV y el siglo II a. C.

## Topónimo
La Galera o Sa Galera es un topónimo muy abundante y conocido en las islas. La primera referencia bibliográfica del islote aparece en el libro Descripció particular de l’illa de Mallorca e viles de Joan Binimelis.

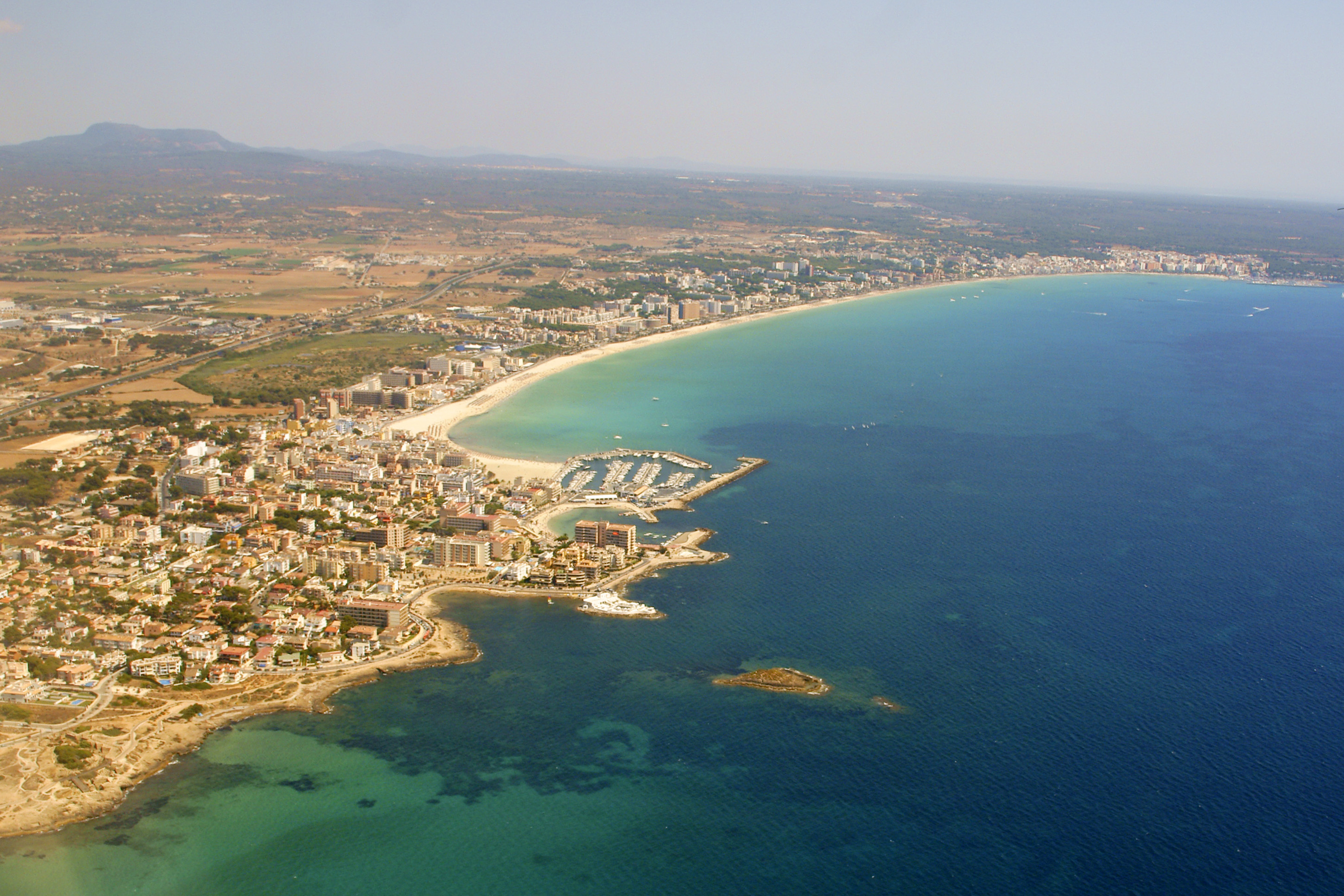
Foto de la bahía de Palma en 2009, donde se puede observar la isleta.

Aunque se desconoce el origen del topónimo de Sa Galera, es posible que la causa del naufragio de una galera en esa zona fuese el motivo del topónimo que recibe el islote. 

## Yacimiento de Na Galera

Importantes rutas comerciales fenicias en el Mediterráneo.

Desde el 10 de septiembre de 1966 se considera bien de interés cultural (BIC) con la categoría de monumento y aparece en el Ministerio de Cultura como Habitación Prehistórica del Islote de Na Galera.
En 1980 ya lo citó el arqueólogo Víctor Guerrero en el artículo Los asentamientos púnicos sobre algunos islotes de una revista local, pero nunca se había excavado.
Durante los años 2012 hasta finales de 2017 se han descubierto o investigado más ampliamente mediante excavaciones diferentes muestras arqueológicas de las cuales destaca los cimientos de un edificio fenicio o púnico del siglo IV a. C. Esta construcción estaba construida con piedra arenisca de una cantera de la misma isleta. De forma cuadrangular, de unos cinco metros de lado y hasta cuatro o cinco metros de altura (según calculado por el propio volumen extraído de la cantera) ha sido interpretado como parte importante de un centro religioso o ceremonial de la época que se utilizó durante milenios por los púnicos procedentes de Ibiza que comerciaban con los pueblos de Mallorca.
Uno de los hallazgos más destacados ha sido el descubrimiento, en el interior de un pozo de tres metros de profundidad, de una pieza cerámica como ofrenda votiva única, que se ha encontrado entera y que data del siglo I a. C..
Además se han descubierto una urna funeraria, canalizaciones y una serie de pozos de entre uno y tres metros de profundidad como parte del centro ceremonial, diferentes restos humanos, animales y monedas hispano-púnicas o las marcas de incendios consecuencias de las guerras púnicas.
Con la corriente de revalorización del patrimonio arqueológico, histórico y cultural a principios del siglo XXI, la investigación progresa implicando organismos internacionales, dando como resultado el hallazgo de nuevos restos. Algunos de estos hallazgos fueron el núcleo de una exposición en el casal municipal Can Balaguer durante 6 meses desde diciembre de 2018; de carácter gratuito, la finalidad de la muestra fue facilitar a todo el público los descubrimientos e interpretaciones científicas vigentes en el momento, tras 6 años de investigación. La exposición abarcó diversos materiales datados desde el milenio III A.C., entre los cuales destacaban varios esqueletos, envueltos en el misterio puesto que incluen los restos de diez personas abandonados tras una muerte violenta. Como curiosidad, se ha realizado la reconstrucción del busto de uno de los citados esqueletos.
Se prevé que la investigación continúe hasta el año 2024.